# 下科羅佩齊
48°21′40″N 22°39′58″E / 48.36111°N 22.66611°E
下科羅佩齊（烏克蘭語：Нижній Коропець）是位於烏克蘭西部外喀爾巴阡州的穆卡切沃區的村莊，始建於1300年，面積5.34平方公里，海拔高度111米，2001年人口927，人口密度每平方公里170人。